# 北条高時
北条 高時（ほうじょう たかとき）は、鎌倉時代末期の北条氏得宗家当主。鎌倉幕府第14代執権（在職：1316年 - 1326年）。第9代執権・北条貞時の三男。

## 生涯

### 誕生と元服
嘉元元年12月2日（1304年1月9日）、北条貞時の三男として生まれる。三男であったが、長兄菊寿丸と次兄金寿丸は夭折しているので事実上の嫡男であった。
延慶2年（1309年）に7歳で元服する（『鎌倉年代記』）。この詳しい様子を伝える史料は今のところ発見されていないが、それまでの得宗家当主北条泰時・経時・時頼・時宗の元服の様子は『吾妻鏡』で、父・貞時の元服の様子は『建治三年記』で確認することができ、おそらく彼らと同様に幕府の御所において将軍（当時は守邦親王）を烏帽子親として行われたものと考えられている。
元服に際しては烏帽子親の偏諱（実名の1字）を受けることが多いが、「高時」の名乗りを見て分かる通り、将軍の偏諱（守邦親王の「守」または「邦」の1字）は受けなかったようである。同時代（の上の立場）の者で「高」の字を用いる人物はおらず、研究では祖先とされる平高望（高望王）に肖ったものとする見解が示されている。元々は細川重男がこの説を唱えたものの根拠なしとして論文等では示してはいなかったが、角田朋彦が根拠付きでこれを支持している。これは、細川が著書で、北条時宗（高時の祖父）の代に、得宗家による政治支配体制を確立させるにあたりその正統性を主張するために、祖にあたる北条義時を武内宿禰になぞらえる伝説が生まれて流布していたこと や、時宗とは不可分の関係にあった平頼綱（貞時の乳母の夫にあたる）が自らの家格を向上させるため、次男・資宗（助宗とも書く）の名字（名前の1字）を平資盛に求めた可能性があること を述べており、こうした考え方が可能ならば、同様に時宗が自分の嫡男の名字を平貞盛に、貞時も嫡男の名字を高望王に、それぞれ求めたと考えることができるのではないかという理由によるものである。加えて角田は、貞時・高時の代には将軍→御家人という偏諱の授与の図式は存在せず、得宗家当主である貞時の「貞」の字や高時の「高」の字が他の御家人に与えられる図式がこの時代に成立していたことが御家人の名前から窺え、これは得宗権力が確立していたことの徴証の一つとして読み取れるとする見解を示している。

### 家督相続と執権への就任
応長元年（1311年）、9歳の時に父貞時が死去。貞時は死去の際、高時の舅・安達時顕と内管領・長崎円喜を幼い高時の後見として指名した。その後高時まで3代の中継ぎ執権を経て、正和5年（1316年）、父と同じ14歳で14代執権となる。その頃には円喜の嫡男・長崎高資が権勢を強めていた。
高時は、既に亡き日蓮の弟子の日朗に殿中にて諸宗との問答対決の命を下し、日朗は高齢のため代わりに門下の日印（1264年 - 1328年）を討論に向かわせ、文保2年（1318年）12月20日から翌元応元年（1319年）9月15日にかけ3回にわたり、いわゆる鎌倉殿中問答（弟子の日静が記録に残す）を行わせた。時の征夷大将軍は宮将軍の守邦親王である。結果、日印が諸宗をことごとく論破し、題目宗の布教を高時は許した。
在任中には、諸国での悪党の活動や、奥州で蝦夷の反乱、安藤氏の乱などが起き、正中元年（1324年）、京都で後醍醐天皇が幕府転覆を計画した正中の変では、倒幕計画は六波羅探題によって未然に防がれ、後醍醐天皇の側近日野資朝を佐渡島に配流し、計画に加担した者も処罰された。

### 執権退任後から最期まで
正中3年（1326年）3月13日には、病のため24歳で執権職を辞して出家（法名・崇鑑）する。後継を巡り、高時の実子邦時が成長するまでの中継ぎとして金沢貞顕を推す長崎氏と、弟の泰家を推す高時・泰家の母覚海円成ら安達氏が対立する騒動が起こる（嘉暦の騒動）。16日には貞顕が執権に就任するが、泰家や安達氏の反発が激しかったため10日後の26日に辞任し、4月24日に赤橋守時が就任することで収拾する。この騒動の背景には、太守高時の庶子である邦時を推す長崎氏に対し、高時正室の実家が安達氏であったため正嫡子が生まれるまでとして高時同母弟の泰家を推す安達氏との確執があったとされる。高時にとっても同母弟の泰家が執権になると嫡流の移動が起こる可能性があり、自らの子孫が得宗家を継げなくなる恐れがあるため、泰家の執権就任を望んでいなかったとする指摘もある。
その後、高時は病から回復するが、元弘元年（1331年）には、高時が高資を誅殺しようとしたことが発覚し、高時自身は関与を否定して難を逃れたが密命を受けた長崎高頼などの高時側近らが配流される事件が起こる。8月に後醍醐天皇が再び倒幕を企てて笠置山へ篭り、河内では楠木正成が挙兵する元弘の乱が起こると、軍を派遣して鎮圧させ、翌1332年3月にはまた後醍醐天皇を隠岐島へ配流し、側近の日野俊基らを処刑する。皇位には新たに持明院統の光厳天皇を立てる。
元弘3年/正慶2年（1333年）閏2月に後醍醐天皇が隠岐を脱出して伯耆国の船上山で挙兵すると、幕府は西国の倒幕勢力を鎮圧するため、北条一族の名越高家と御家人の筆頭である下野国の御家人足利高氏（尊氏）を京都へ派遣する。4月に高家は赤松則村（円心）の軍に討たれ、高氏は後醍醐天皇方に寝返って、5月7日に六波羅探題を攻略。同月8日、関東では上野国の御家人・新田義貞が挙兵し、幕府軍を連破して鎌倉へ進撃する。5月18日に新田軍が鎌倉へ侵攻すると、しばらくは持ちこたえるも、4日後の5月22日に守備を突破されて鎌倉市内に乱入されたため、高時は北条家菩提寺の葛西ケ谷東勝寺へ退き、北条一族や家臣らとともに自刃して果てた。享年31（満29歳没）。

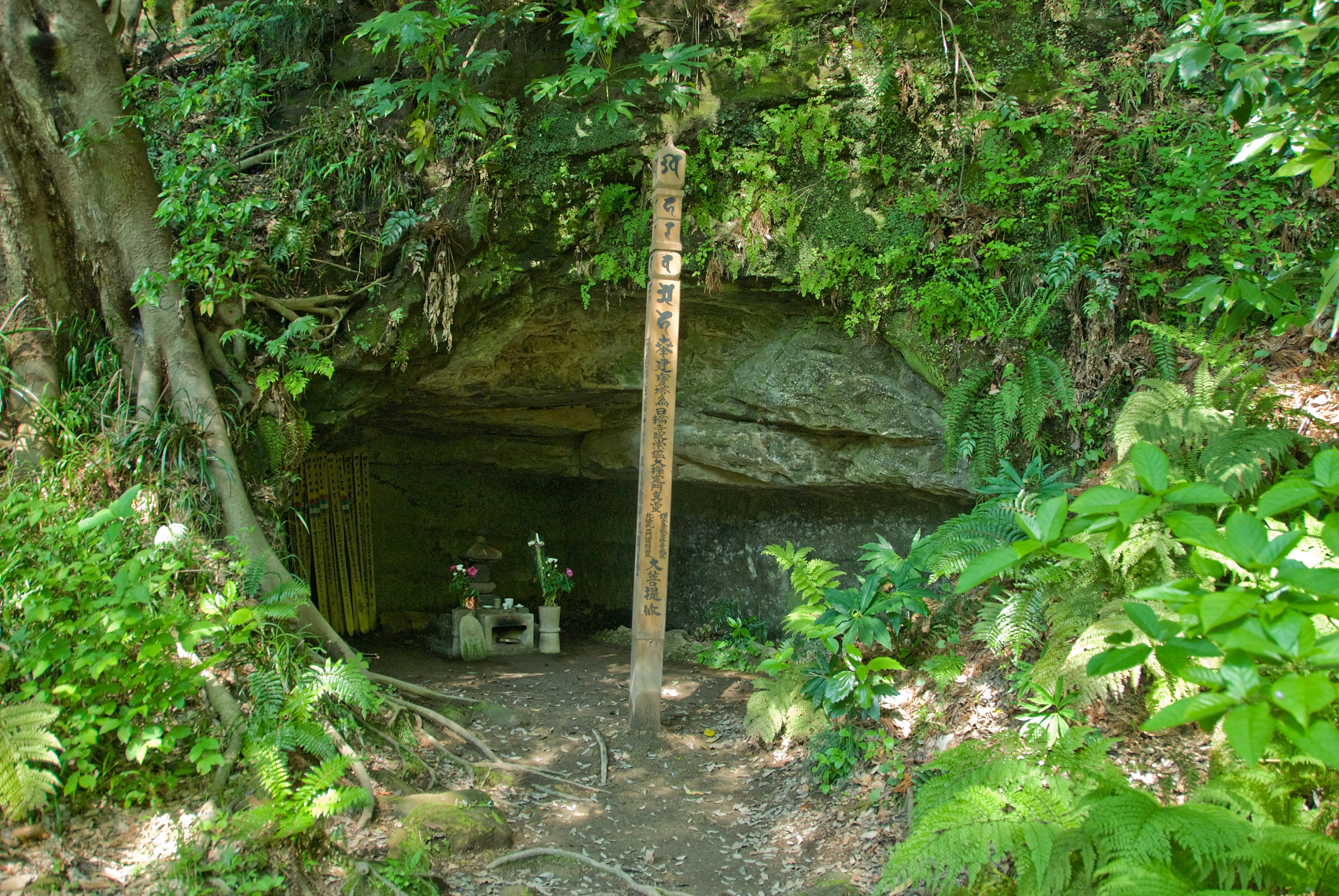
東勝寺跡の奧にある北条高時腹切りやぐら

## 徳崇大権現
鎌倉幕府滅亡後、後醍醐天皇から「徳崇大権現」という神号を下賜され、神として宝戒寺に祀られている。鎌倉幕府が滅亡した5月22日に、高時の慰霊のために徳崇大権現会・大般若経転読会が行われる。境内の徳崇大権現堂に祀られている北条高時像が、輿に乗り本堂に迎えられ（「徳崇大権現会」）、「大般若経転読会」が行われる。大般若経の正式名称は大般若波羅蜜多経といい三蔵法師がインドから持ち帰った600巻に及ぶものである。転読が終わると、高時の御神像は権現堂に戻る。

## 人物

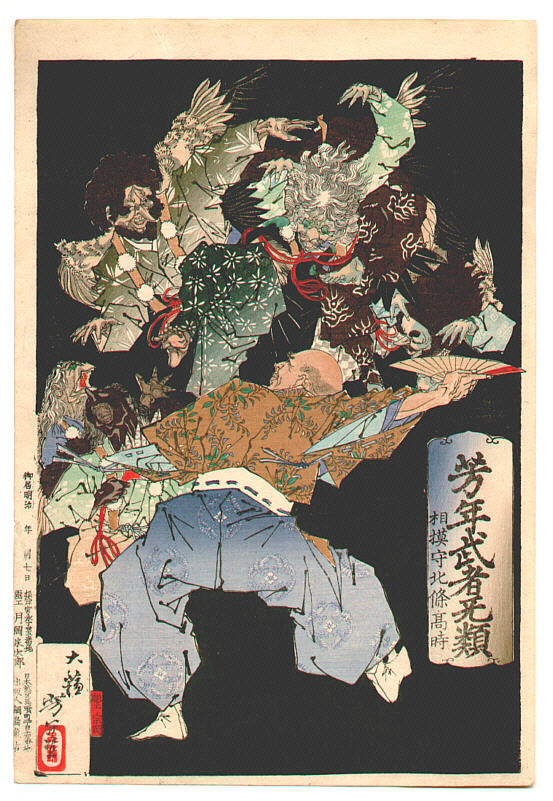
北条高時、烏天狗に騙されるの図（月岡芳年『芳年武者无類』より）

古典『太平記』や『増鏡』『保暦間記』『鎌倉九代記』など後世に成立した記録では、趣味に耽り、幕政を混乱させた暗君として書かれる傾向にあり、江戸時代から明治にかけての史学でも、その傾向があった。大正時代の日本史の教科書でも、『太平記』の記述を参考としており、闘犬や田楽に耽溺し、政務を顧みない暗君として記載している。
『太平記』には、高時が妖霊星を見て喜び踊る一方で、藤原仲範が亡国の凶兆であるため、鎌倉幕府が滅亡することを予測したエピソードが挿入されている。更に、一族の礎石を築いた初代執権北条時政が、江島に参籠したところ、弁財天が時政に対して7代の間北条家が安泰である加護を施した話を記載し、得宗で7代目に当たる高時の父貞時の代にその加護が切れたと記載する。『太平記』は、高時は暗愚であった上、江島弁財天の加護まで切れてしまったのだから、鎌倉幕府の滅亡は至極当然のことであった、と断じている。
『保暦間記』は、高時の人物像について「頗る亡気の体にて、将軍家の執権も叶い難かりけり」、「正体無き」と記している。一族である金沢貞顕が残した『金沢文庫古文書』にも、彼が病弱だったことが強調されており、彼の病状に一喜一憂する周囲の様子をうかがわせる。また貞顕の書状には「田楽の外、他事無く候」とも書かれており、田楽を愛好していたのは確かであることがうかがえる。彼の虚弱体質の原因として、祖父・時宗さらには高祖父・時氏まで遡る安達氏を正室とした血族結婚にあると思われる。実際、彼の正室も安達氏である。また、『二条河原の落書』には「犬・田楽ハ関東ノホロ（滅）フル物ト云ナカラ」と書かれており、鎌倉幕府滅亡から間もない時から高時が闘犬や田楽を愛好したことが、幕府を滅ぼした要因の一つだとされてきたことが窺える。また、田楽については、元徳2年（1330年）に東大寺手掻会にて、参加する田楽役者の選任に幕府が介入しており、南都の反感を買ったことも田楽で高時が悪く評される要因の1つとなっている。
父の貞時の場合、その父である時宗が没した時には14歳であり、政務に勤しむ父親の姿を知っており、23歳の時に平禅門の乱で実権を掌握してからは、政務に勤しんで得宗専制を確立したが、高時の場合は彼が3歳の時に起きた嘉元の乱以来、貞時が政務に対する意欲を失って酒浸りの生活になっていたうえ、9歳の時に世を去ったため、高時は父から政事を学ぶことが出来なかったとも言える。また、高時が家督を継いだ頃の幕府は長崎円喜らの御内人、外戚の安達時顕、北条氏庶家などの寄合衆らが主導する寄合によって「形の如く子細なく（先例に従い形式通りに）」運営されるようになっており、最高権力者であったはずの得宗も将軍同様、名目的な地位となっていたため、高時は主導的立場を示す余地がなく、また求められてもいなかった。その一方で、高時は夢窓疎石らの禅僧とも親交を持って、仏画などにも親しみ、禅の師である南山士雲の頂相を自ら描いた作例も知られている。
また、『増鏡』も、高時が病弱であり、鎌倉の支配者として振る舞っていたものの、虚ろでいることが多かった、体調が優れている時は、田楽や闘犬に興じることもあったと記している。また、田楽や闘犬を愛好したのは、執権を退いた1326年以降であったと記している。『太平記』の記述は、『増鏡』などと比べると、悪意のある誇張が目立つと指摘される。こうした『太平記』における高時像は、討幕を果たした後醍醐天皇並びにその一派が、鎌倉幕府の失政を弾劾し、喧伝する中で作り上げたものという側面もあるとされる。
1884年（明治17年）11月、東京猿若座で初演された黙阿弥作の活歴物の新歌舞伎『北条九代名家功』（ほうじょうくだいめいかのいさおし）、通称『高時』で、九代目市川團十郎は高時の高慢かつ孤独で愚鈍な深層心理を内側から極めて写実的に表現して大当たりとなったが、これが今日の創作における暗君高時像を決定的なものにしたとされる。また近年では、NHK大河ドラマ『太平記』（高時役は片岡鶴太郎）や湯口聖子作の漫画『風の墓標』（秋田書店）の影響からか、病弱、かつ虚無感を漂わせた人物像が定着するようになった。

## 系譜
- 父：北条貞時
- 母：覚海円成…安達泰宗の娘
- 妻：安達時顕の娘
- 妻：常葉前…五大院宗繁の妹（『系図纂要』の北条氏系図では宗繁の娘とする。）
  - 男子：北条邦時
- 妻：二位局
- 生母不明
  - 男子：北条時行[注 5]
  - 女子[1]
  - 女子[1]

## 経歴
※ 日付＝旧暦
- 1304年（嘉元元年）12月2日、誕生。（数え年1歳）
- 1309年（延慶2年）1月21日、元服。（6歳）
- 1311年（応長元年）1月17日、幕府小侍所奉行に就任。6月23日、従五位下に叙し、左馬権頭に任官。（9歳）
- 1316年（正和5年）1月5日、従五位上に昇叙。左馬権頭如元。1月13日、但馬権守を兼任。7月10日、執権と就る。（14歳）
- 1317年（文保元年）3月10日、相模守に遷任し、左馬権頭・但馬権守兼任。3月27日、但馬権守辞任。4月19日、正五位下に昇叙。相模守・左馬権頭如元。同4月、従四位下に昇叙。（15歳）
- 1319年（文保3年）1月、修理権大夫に転任。左馬権頭兼任。2月、左馬権頭辞任。（17歳）
- 1326年（正中3年）3月13日、出家。崇鑑を号す。（24歳）
- 1333年（元弘3年/正慶2年）5月22日、自刃。（享年30、満29歳没）
- 1366年（貞治5年）5月20日、贈正四位下（師守記。同日条）

※参考資料：北条時政以来後見次第（東京大学史料編纂所所蔵）、鎌倉年代記（増補続史料大成）、関東開闢皇代并年代記事（東京大学所蔵）

## 偏諱を受けた人物
高時の代には｢高｣の字を一般の御家人に下賜する図式が成立していたことが論文によって指摘されており（前述参照）、これに該当する人物は以下の者とみられる。

### 北条氏一門
- 大仏高宣（第11代執権・北条宗宣の孫）[2][6][22]
- 大仏高直（高宣の弟）[22]
- 規矩高政
- 名越高家[23]

ほか

### その他
| - 足利高義 - 足利高氏（高義の弟、※のち足利尊氏（後醍醐天皇（尊治）の偏諱を受け改名）） - 足利高国（高義・高氏の弟、※のち足利直義） - 足利高経（斯波高経） - 安達高景（高時と義兄弟） - 宇都宮高綱（※のち宇都宮公綱） - 小田高知（※のち小田治久） - 小山高朝（※のち小山秀朝） - 小笠原高長 - 葛西高清 - 河越高重 - 工藤高景（工藤氏） - 五大院高繁（宗繁） - 佐々木時信（六角時信） - 佐々木高氏（佐々木(京極)道誉/導誉） - 佐々木清高 - 佐々木高貞（塩冶高貞） | - 大掾高幹（大掾氏） - 千葉高胤 - 長井高冬（※のち長井挙冬） - 長井高広（長井貞重の子） - 摂津高親 - 摂津貞高 - 長崎高綱（円喜） - 長崎高頼 - 長崎高資 - 長崎高貞 - 長崎高重 - 畠山高国 - 戸次高貞（戸次氏） - 三浦高継（相模三浦氏） - 結城朝高（※のち結城朝祐） ほか ※ 鎌倉幕府滅亡時に高時ら北条氏から離反した後、｢高｣の字を棄て改名した者。 |

## 関連作品
小説
- 高橋直樹「北条高時の最期」（『鎌倉擾乱』文藝春秋／文春文庫 所収、1996年）

テレビドラマ
- 太平記（NHK大河ドラマ、1991年、演：片岡鶴太郎）
- 北条時宗（NHK大河ドラマ、2001年、演：浅利陽介）

漫画
- 湯口聖子『夢語りシリーズ 風の墓標』（秋田書店、1989-1991年）
- 沢田ひろふみ『山賊王』（講談社、2000年-2009年）
- 松井優征『逃げ上手の若君』（集英社、2021年-）